# محطة قطار عين عفرة
محطة قطار عين عفرة هي محطة سكة حديد جزائرية تقع في بلدية مشروحة بولاية سوق أهراس .

## موقع السكك
تقع المحطة بمنطقة عين عفرة شمال بلدية مشروحة على الخط الممتد من عنابة إلى جبل العنق . تسبقها محطة عين تحميمين و تليها محطة المشروحة .

## تاريخ
في 2025، أطلقت الوكالة الوطنية للدراسات ومتابعة إنجاز الاستثمارات في السكك الحديدية برنامجا لإعادة تأهيل وعصرنة المحطة.

## خدمة المسافرين

### خدمة الخطوط
تخدم محطة عين عفرة القطارات الجهوية على الخط الرابط بين عنابة وتبسة .

## روابط خارجية
- الموقع الرسمي للشركة الوطنية للنقل بالسكك الحديدية